# Konstantyna (Algieria)
Konstantyna (arab. قسنطينة; w starożytności (łac.) Cirta) – trzecie co do wielkości miasto w północno-wschodniej Algierii, ośrodek administracyjny wilajetu Konstantyna, nad rzeką Wadi ar-Rumal (fr. Rhummel) uchodzącą do Morza Śródziemnego. Około 465 tys. mieszkańców.
W starożytności stolica Numidii. W V w. biskupem miasta był donatysta Petylian (ur. po 354, zm. przed 419/422). Nim przystąpił do donatystów był adwokatem katolików. Prowadził polemikę z Augustynem z Hippony. Prawdopodobnie przed 411 r. Augustyn odwiedził miasto, a jego pobyt zaowocował odejściem mieszkańców od schizmy donatystycznej i powrotem do jedności z Kościołem. Augustyn pisał o tym w swym liście 144.
Urodzili się tutaj lekkoatletka Hassiba Boulmerka – zdobywczyni pierwszego złotego medalu olimpijskiego dla Algierii, i Claude Cohen-Tannoudji – francuski fizyk, laureat Nagrody Nobla.

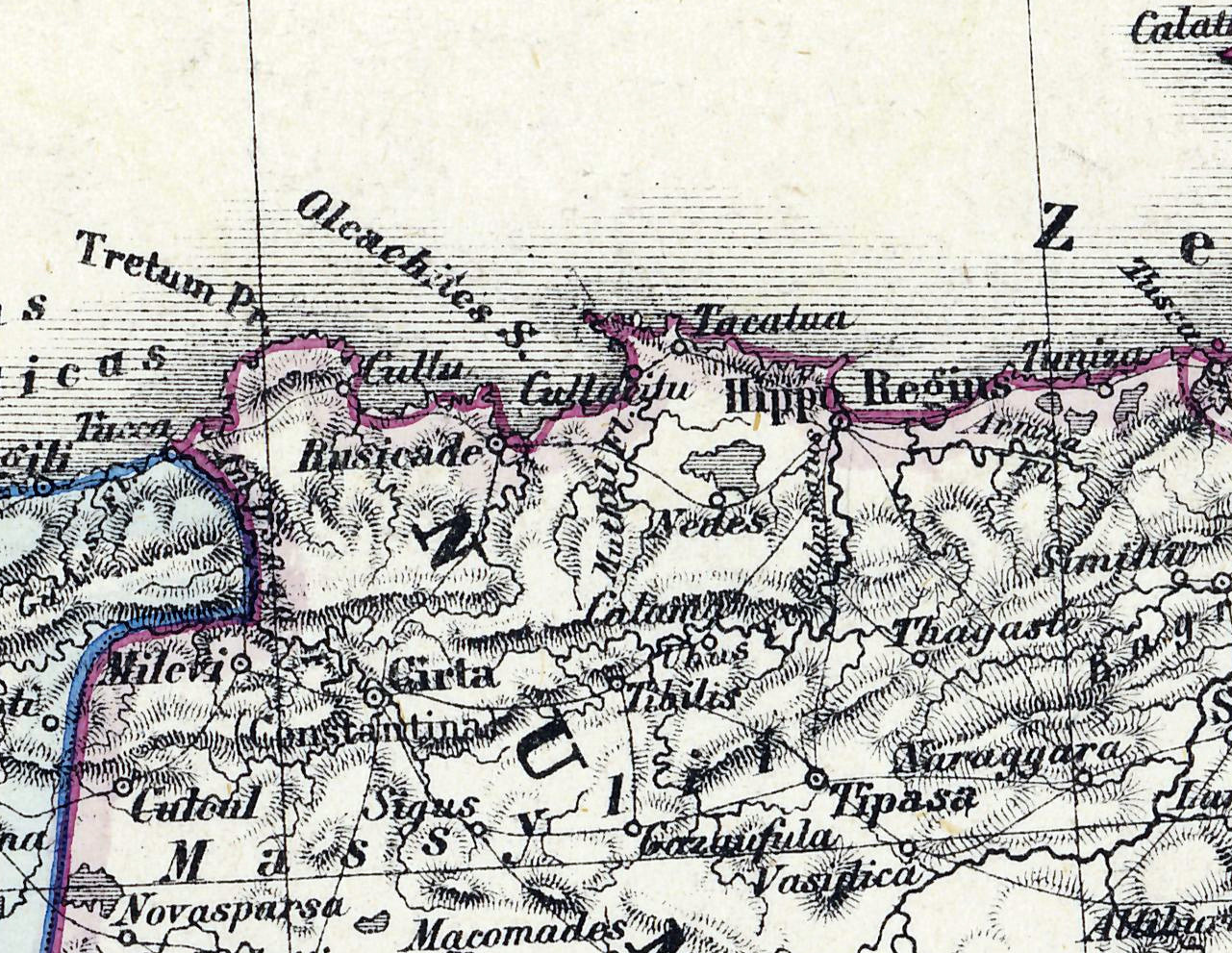
Cirta (Constantina) na mapie starożytnej Numidii, Atlas Antiquus, H. Kiepert, 1869 r.

## Miasta partnerskie
- Grenoble, Francja
- Susa, Tunezja